# NGC 4633
NGC 4633 is een balkspiraalstelsel in het sterrenbeeld Hoofdhaar. Het hemelobject werd op 27 april 1887 ontdekt door de Amerikaanse astronoom Edward D. Swift.

## Synoniemen
- IC 3688
- ZWG 100.1
- UGC 7874
- ZWG 99.111
- MCG 3-32-85
- VCC 1929
- KCPG 351A
- PGC 42699